# 平壤有軌電車

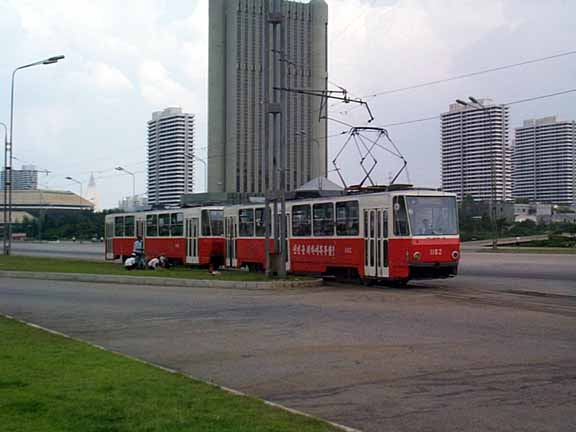
一列在平壤街頭行駛的塔特拉T6B5型（Tatra T6B5）有軌電車

平壤有軌電車（朝鲜语：／ P'yŏngyang Kwaedochŏnch'a */?）是位於北韓平壤的有軌電車系統。

## 縱覽
和首爾、釜山一樣，平壤在日治時期曾設有有軌電車系統，但在1950年代初因為韓戰爆發而停運。由於平壤的汽車擁有量不高，大部分市民都必須使用公共交通出行，引致無軌電車線載客量飽和，因此平壤政府決定恢復有軌電車系統，並於1991年完成第一條路線的建設。在1990年代末期，由於平壤市燃料短缺，加上發電設備殘破失修，因此當地經常出現停電問題，影響有軌電車的運作。但近年來這種情況已逐漸改善。
有軌電車1號線平壤站-船桥区间因跨越大同江的橋樑結構老化，而在2003年關閉，区间轨道在2004年被拆除；1号线的船桥-松新区间在2004年已经独立于线网运行，区间轨道在2014年9月被全部拆除。
以前外國遊客是不可以乘坐電車的，不過自2014年起，到訪平壤的遊客已经可以跟随旅行團乘坐有軌電車。
自1991年金日成79歲誕辰以來，捷克斯洛伐克（和後來的捷克共和國）曾先後幾次把當地的電車贈送或轉售給平壤政府。平壤電車車隊中包括1991年新造的T4型電車、2008年由布拉格交通部門轉售給平壤的T3電車等等。另一批T3電車則曾在前東德的電車線上行駛，退役後運到朝鮮，並成為平壤電車車隊的一部分 。
客車修理廠已於2018年自行生產一列三節編組的有軌電車，目前這列電車已完成測試。

## 路線
目前，平壤的有軌電車系統共有三條運營線路。
- 1號線：平壤站（평양역）—萬景台（만경대）
- 2號線：土城（토성）— 樂浪（락랑）— 紋繡（문수）
- 3號線：西平壤（서평양）— 樂浪（락랑）

2006年，有軌電車實行劃一票價，票價是5朝鮮元。平壤的市民也可以購買「市內車票」（시내 차표），搭乘有軌電車。

## 錦繡山線
平壤尚有另一條電車線——锦绣山线，採用瑞士車廠製造的列車，接載遊客前往已故北韓領導人金日成和金正日的墓葬錦繡山太陽宮，不設車費。锦绣山线的軌距是1,000毫米（3英尺3+3⁄8英寸），和平壤市內其他電車線的軌距（4英尺8+1⁄2英寸（1,435毫米））不一樣。

## 延伸閱讀
- 國分隼人：《親愛領袖的鐵路：北韓鐵路概況》（将軍様の鉄道 北朝鮮鉄道事情），2007年。 ISBN 4103037318

## 外部連結
- 平壤地鐵（页面存档备份，存于）：非官方網頁
- www.stadtverkehr-plauen.de：和平壤電車有關的影片和圖片

- 1号线，开往：Man'gyongda 线路图 （页面存档备份，存于） — 在OpenStreetMap
- 1号线，开往：Pyongyang Station 线路图（页面存档备份，存于） — 在OpenStreetMap
- 2号线，开往：Toseong 线路图（页面存档备份，存于） — 在OpenStreetMap
- 2号线，开往：Musun 线路图 （页面存档备份，存于） — 在OpenStreetMap
- 3号线，开往：Ragrang 线路图 （页面存档备份，存于） — 在OpenStreetMap
- 3号线，开往：West Pyongyang 线路图（页面存档备份，存于） — 在OpenStreetMap